# Salah Dżadid
Salah Dżadid (arab. ‏صلاح جديد‎, ur. 1924, 1926 lub 1930 w Duwajr Ba’abda, zm. 19 sierpnia 1993 w Damaszku) – syryjski wojskowy i polityk związany z Partią Baas.
Jeden z twórców utworzonego w 1960 Komitetu Wojskowego Partii Baas, współorganizował zamach stanu w Syrii trzy lata później, po którym rozpoczęły się trwające nadal rządy tej partii w kraju. Trzy lata później przeprowadził wspólnie z Hafizem al-Asadem kolejny przewrót, po którym stał się najpotężniejszą postacią w Syrii. Nigdy nie obejmując stanowiska państwowego, w ciągu kolejnych dwóch lat rządził autorytarnie i realizował radykalny program społeczny i gospodarczy oparty na socjalizmie arabskim. Rozpoczął industrializację Syrii i budowę tamy na Eufracie, kontynuował reformę rolną, działał na rzecz likwidacji społecznych nierówności oraz pełnego równouprawnienia mniejszości religijnych. Poddał kontroli państwowej system oświaty, zakładał pod egidą partii Baas stowarzyszenia studenckie i zawodowe. W polityce zagranicznej oparł się na sojuszu z ZSRR, wspierał partyzantkę palestyńską i dążył do „wojny ludowej” Arabów z Izraelem.
Stopniowo tracił wpływy po przegranej przez Arabów wojnie sześciodniowej. Jego kontrola nad syryjskim oddziałem partii Baas okazała się niewystarczająca, by zrównoważyć wpływy rosnącego w siłę dzięki poparciu wojska ministra obrony Hafiza al-Asada. Ostatecznie obalony w kolejnym zamachu stanu w 1970, został przez al-Asada aresztowany i spędził resztę życia w więzieniu. Część zainicjowanych przez niego reform w Syrii została odwołana w ramach Ruchu Korygującego.

## Życiorys

### Młodość i wczesna działalność
Pochodził z rodziny alawickiej, z jednej z czterech alawickich konfederacji rodowo-plemiennych - Haddadinów. Jego dziad był jednym z jej przywódców, zaś ojciec - młodszym szejkiem w tejże konfederacji. Za francuskich rządów mandatowych w Syrii został mianowany zarządcą dystryktu (ar. mantika) Banijas.
Ukończył studia w Akademii Wojskowej w Hims. Należał do Syryjskiej Partii Socjal-Nacjonalistycznej. W latach 50., będąc porucznikiem, znalazł się w konflikcie ze swoim bezpośrednim zwierzchnikiem i zwrócił się o pomoc do służącego w wywiadzie wojskowym Mustafy Hamduna. Hamdun nie tylko doprowadził do korzystnego dla Dżadida rozstrzygnięcia sporu, ale i doprowadził do przyłączenia się przez niego do partii Baas, gdyż w kontakcie z Akramem al-Hauranim zajmował się już wcześniej wyszukiwaniem zdolnych wojskowych i pozyskiwaniem ich dla organizacji.
Po rewolucji w Egipcie, po której władzę przejęli Wolni Oficerowie z Gamalem Abdel Naserem na czele, zaczął sympatyzować z naseryzmem. Poparł utworzenie Zjednoczonej Republiki Arabskiej.

### Działalność w Wojskowym Komitecie Partii Baas
Po powstaniu Zjednoczonej Republiki Arabskiej, podobnie jak wielu innych oficerów syryjskich, został skierowany do służby w Egipcie. W 1960, stacjonując w Kairze w stopniu majora, wszedł w skład zakonspirowanego Komitetu Wojskowego Partii Baas, utworzonego rok wcześniej przez Muhammada Umrana, Mazjada Hunajdiego, Baszira Sadika i Abd al-Ghaniego Ajjasza. Wzorem dla organizacji byli egipscy Wolni Oficerowie. W 1960 większość założycieli komitetu została przesunięta do korpusu dyplomatycznego, toteż Umran na ich miejsce dokooptował do struktury Dżadida, Hafiza al-Asada, Ahmada al-Mira, Abd al-Karima al-Dżundiego, Usmana Kanana oraz Munira al-Dżirudiego. Jeszcze w tym samym roku uformował się trzon komitetu, który tworzyli Umrad, Dżadid, al-Asad, al-Dżundi i al-Mir. Do 1962 organizacji przewodził Umran, następnie Dżadid. W tej grupie trzej pierwsi byli alawitami, zaś dwa ostatni - ismailitami. Już w okresie działania w Komitecie Wojskowym Salah Dżadid był bardziej radykalny w swoich lewicowych poglądach, niż pozostali jego członkowie.
Początkowo komitet nie stawiał sobie za cel przejęcia władzy w Syrii. Oficerowie pragnęli jedynie odbudowy zlikwidowanej partii Baas, poprawy sytuacji i zwiększenia wpływów grup religijnych, z których się wywodzili. Zamierzali również działać na rzecz przeprowadzenia w Zjednoczonej Republiki Arabskiej rewolucji w duchu baasistowskim. Komitet prowadził swoją działalność w ścisłej tajemnicy: jego członkowie spotykali się na prywatnych kwaterach lub poza Kairem. Upowszechniali również ideologię partii Baas wśród wojskowych i starali się utrzymywać kontakty z dawnymi cywilnymi działaczami organizacji.
W 1960, gdy unia z Egiptem stawała się w Syrii coraz bardziej niepopularna, za sprawą działalności zarządzającego nią z ramienia prezydenta Nasera marszałka Abd al-Hakima Amira oraz kierującego wywiadem pułkownika Abd al-Hamida as-Sarradża, oficerowie zrzeszeni w Komitecie Wojskowym zwrócili się do swoich przełożonych z prośbą o zgodę na powrót do Syrii. Nie uzyskawszy jej, próbowali uzyskać zezwolenie od samego Nasera, zwracając się do niego za pośrednictwem niektórych dawnych członków organizacji Wolnych Oficerów. Naser był już jednak wtedy przekonany, że najważniejszym zagrożeniem dla unii egipsko-syryjskiej są działacze partii Baas i nie wyraził zgody. Dżadid, al-Asad oraz Umran zaczęli nielegalnie odbudowywać struktury partyjne, pozyskując do nich dawnych baasistów - zarówno wojskowych, jak i cywilów. Nie informowano ich jednak o istnieniu Komitetu Wojskowego. Większość członków tak utworzonej siatki wywodziła się z ubogich środowisk wiejskich, często z mniejszości religijnych. W 1960 Dżadid uczestniczył w kongresie partii Baas w Bejrucie.

### W Syrii w latach 1961-1963
We wrześniu 1961 zamach stanu podpułkownika Abd al-Karima an-Nahlawiego doprowadził do zerwania unii syryjsko-egipskiej. Po upadku Zjednoczonej Republiki Arabskiej syryjscy oficerowie stacjonujący w Kairze, w tym członkowie komitetu, musieli wrócić do kraju, gdzie skierowano ich do służby cywilnej na niskich stanowiskach biurowych w ministerstwach. Dżadid, Umran, al-Asad, al-Mir i al-Dżundi przystąpili do odtwarzania i rozbudowywania zapoczątkowanej w 1960 organizacji wojskowych. Ich celem stało się obalenie rządu i ponowne nawiązanie kontaktów z naserowskim Egiptem. Liczyli, iż po udanym zamachu stanu w Syrii będą mogli przystąpić do negocjacji z Naserem i odbudować Zjednoczoną Republikę Arabską na innych, bardziej równorzędnych dla obydwu krajów zasadach. Uznali jednak, że są za słabi, by wystąpić samodzielnie i zaczęli poszukiwać poparcia wśród wyższych oficerów znanych z sympatii dla naseryzmu, niezwiązanych za to wcześniej z partią Baas. Uzyskali je, jednak okazało się, że oficerowie ci nie chcą podejmować negocjacji z Naserem, a jedynie odbudować unię egipsko-syryjską bez jakichkolwiek zmian.
Między 28 marca a 2 kwietnia 1962 wojskowi zwolennicy Nasera usiłowali przejąć władzę w Syrii. Dżadid, al-Asad i Umran początkowo przyłączyli się do puczu, jednak przekonawszy się, że jego cele różniły się od ich własnej wizji przemian w kraju, wycofali się z niego. Przez resztę r. 1962 kontynuowali nielegalną agitację wśród wojskowych. Ponownie zaczęli także poszukiwać poparcia wśród oficerów wyższych stopniem. W końcu 1962 do ich spisku dołączyli płk Zijad al-Hariri, płk Muhammad as-Sufi oraz płk Raszid al-Kutajni. W tym czasie relacje wojskowych z cywilnym przywództwem partii Baas były skomplikowane. Konspiratorzy nie mogli jednak całkowicie odciąć się od niego; jego poparcie było im potrzebne dla celów propagandowych. Z kolei przywódca partii Baas Michel Aflak zdawał sobie sprawę, że jedynie przy udziale armii jego organizacja będzie mogła wrócić do władzy. Wiosną 1962 Michel Aflak zgodził się, by Komitet Wojskowy przeprowadził zamach stanu. Nie ustalono, kto po sukcesie przewrotu obejmie władzę w kraju; zgodzono się jedynie, że Syria pozostanie krajem niepodległym, nie będą podejmowane rozmowy z Naserem o nowej unii.

### Zamach stanu w Syrii w 1963 i jego konsekwencje

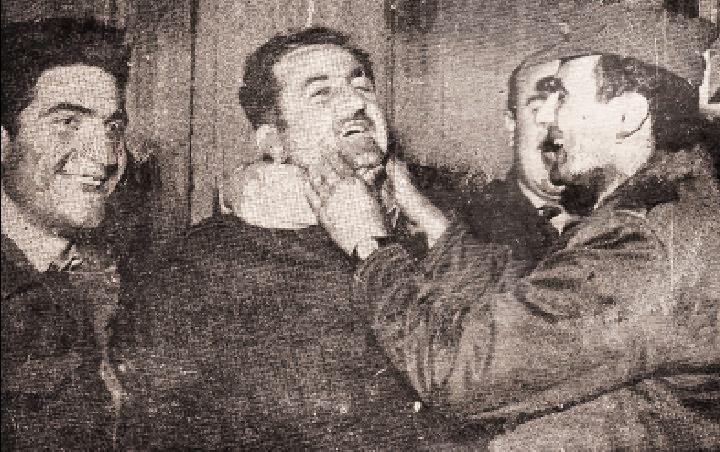
Salim Hatum, Muhammad Umran i Salah Dżadid świętują sukces zamachu stanu 8 marca 1963

Przeprowadzony przy udziale irackiej gałęzi partii Baas zamach stanu w tym kraju w lutym 1963 skłonił Dżadida, al-Asada i Umrana do przyspieszenia przygotowań do przewrotu w Syrii, mimo ostrzeżeń Aflaka, który był zdania, że kierowana przez nich organizacja wojskowa jest za słaba. Chociaż przygotowania do zamachu zostały wykryte przez wywiad wojskowy, przeprowadzony w nocy z 7 na 8 marca przewrót zakończył się sukcesem. W czasie jego trwania Dżadid osobiście zajął siedzibę sekcji sztabu generalnego ds. oficerów; następnie sam został jej kierownikiem. Wysokie stanowiska w armii objęli również inni członkowie Komitet Wojskowego.
Dzięki objęciu kierownictwa nad sekcją ds. oficerów Dżadid mógł usuwać z armii oficerów wrogich zamachowi stanu, a przywracać do niej sympatyków partii Baas. Nie wszedł przy tym do Narodowej Rady Rewolucyjnego Dowództwa. Wojskowi, chcąc stworzyć pozory dzielenia się władzą z cywilnymi politykami, dopuścili do niej nie tylko trzech cywilnych przywódców partii Baas (Michela Aflaka, Salaha ad-Dina al-Bitara oraz Mansura al-Atrasza), ale i przedstawicieli naserystów. W rzeczywistości głównym ośrodkiem władzy był Komitet Wojskowy, którego członkowie wspólnie i w sekrecie podejmowali najważniejsze decyzje. Z uwagi na młody wiek i zbyt niskie stopnie wojskowe nie starali się o przejęcie najważniejszych stanowisk państwowych. Doprowadzili natomiast do objęcia stanowiska ministra spraw wewnętrznych przez gen. Amina al-Hafiza, który sympatyzował z ich programem jeszcze w 1960; zachowali przy tym istotny wpływ na jego działania.
Między 28 kwietnia a 2 maja 1963 gen. al-Hafiz w porozumieniu z Komitetem Wojskowym usunął z armii zwolenników Nasera. Salah Dżadid wycofał się już wtedy ze swoich dawnych prounijnych poglądów, dostrzegając, że w razie ponownego porozumienia z prezydentem Egiptu nie będzie mógł utrzymać wpływu na władzę w Syrii.
W proteście przeciwko czystkom w wojsku dymisję złożyli ministrowie-naseryści, szef sztabu Raszid al-Kutajni oraz minister obrony Muhammad as-Sufi. W Damaszku i Aleppo doszło do wystąpień i protestów ulicznych naserystów. Członkowie Komitetu Wojskowego wezwali al-Hafiza, by zaprowadził w kraju porządek. Generał krwawo stłumił zamieszki, a następnie usunął zwolenników Nasera ze wszystkich stanowisk państwowych, wprowadzając na ich miejsce zwolenników rządu. 18 lipca 1963 naseryści pod dowództwem pułkownika Dżasima Alwana podjęli ostatnią próbę przejęcia władzy. Również tym razem al-Hafiz osobiście stłumił próbę przewrotu. Komitet Wojskowy zainspirował następnie usunięcie z armii oficerów niezaangażowanych w politykę, w tym gen. Zijjada al-Harirego, szefa sztabu. Równocześnie rządzący Syrią wojskowi rozpoczęli wdrażanie lewicowych reform społecznych. Znacjonalizowali banki i najważniejsze zakłady przemysłowe, na nowo przystąpili do reformy rolnej.
W październiku 1963 Dżadid wszedł do naczelnych władz partii Baas jako zastępca sekretarza generalnego jej Przywództwa Regionalnego w Syrii. Wkrótce potem otrzymał awans na generała majora, zaś w listopadzie 1963 został szefem sztabu armii syryjskiej.
W kwietniu 1964 w Komitecie Wojskowym doszło do poważnego sporu po tym, gdy gen. al-Hafiz stłumił powstanie w Hamie, zorganizowane przez przeciwników reform społecznych. Dżadid uważał, że w obronie reform działania al-Hafiza były uzasadnione, poparł go al-Asad, podczas gdy Umran sprzeciwiał się represjom i był zdania, że organizatorzy powstania mogli zostać pokojowo przekonani co do trafności polityki rządu. Konflikt między twórcami Komitetu Wojskowego zakończył się porażką Umrana, który został wykluczony ze ścisłej elity władzy. Równocześnie jeszcze wzrosła realna władza Dżadida, który kontrolował armię za pośrednictwem współpracującego z nim al-Asada, zaś latem 1965 doprowadził do objęcia stanowisk premiera i ministra obrony przez lojalnych wobec siebie Jusufa Zu'ajjina (również wywodzącego się z lewicowego skrzydła partii Baas) oraz Hamada Ubajda.
Nieoczekiwanie w 1965 wewnętrznego przewrotu dokonał gen. al-Hafiz, rozgoryczony z powodu faktu, iż mimo pełnionych stanowisk i bycia postrzeganym na arenie międzynarodowej jako przywódca Syrii, w rzeczywistości miał nader ograniczony wpływ na sytuację w kraju i musiał konsultować każdą decyzję z Komitetem Wojskowym. 1 września 1965 al-Hafiz stanął na czele pięcioosobowej Rady Prezydenckiej. Dżadid stracił stanowisko szefa sztabu.

### Zamachu stanu w 1966. Faktyczne rządy w Syrii

#### Wzmocnienie lewicowego kursu rządu. Reformy społeczne
Od początku 1966 Dżadid i al-Asad przygotowywali kolejny przewrót. Przystąpili do działania, gdy 21 lutego 1966 minister obrony, Muhammad Umran (przywrócony do elity władzy przez al-Hafiza) usunął z kluczowych stanowisk w armii trzech bliskich współpracowników Dżadida. Sam zamach stanu miał miejsce dwa dni później. Dżadid, który przewodził przewrotowi, nie objął po nim żadnego stanowiska rządowego. Pozostawał zastępcą sekretarza generalnego regionalnego kierownictwa partii Baas, ale objął faktyczną władzę w państwie lub według innego autora dzielił ją z Hafizem al-Asadem, mianowanym ministrem obrony. W czasie zamachu stanu miały miejsce masowe aresztowania sympatyków umiarkowanej frakcji partii, w tym jej założycieli: Michela Aflaka i Salah ad-Dina al-Bitara. Zakończyło to proces kolejnej wymiany elit w państwie. Na miejsce wykształconych inteligentów, urodzonych w miastach, przyszli politycy i wojskowi pochodzenia chłopskiego, wywodzący się z mniejszości wyznaniowych, wyznający poglądy radykalnie lewicowe.
Dżadid rzadko występował publicznie, spędzał większość czasu w swoim biurze. Nie dążył do osobistego wzbogacenia się, będąc najpotężniejszym człowiekiem w Syrii żył bardzo skromnie. Nadal reprezentował radykalnie lewicowe poglądy i otoczył się politykami o podobnych przekonaniach. Dzięki jego poparciu Jusuf Zu'ajjin ponownie uzyskał tekę premiera, prezydentem został Nur ad-Din al-Atasi, ministrem spraw zagranicznych został Ibrahim Machus, szefem sztabu - Ahmad Suwajdani. Istotne dla planowanych reform społecznych teki ministrów pracy oraz reformy agrarnej objęli Muhammad Rabah at-Tawil oraz Abd al-Karim al-Dżundi. Dżadid stopniowo usuwał z aparatu państwowego osoby powiązane z warstwą miejskich notabli, którzy dominowali w życiu politycznym Syrii w pierwszych latach po uzyskaniu przez kraj niepodległości. Podjął również zdecydowaną walkę z korupcją i obniżył płace najwyższych urzędników.
Dżadid zmierzał do utworzenia w kraju systemu autorytarnego zdominowanego przez partię Baas i organizującego społeczeństwo wokół hasła "Jedność, wolność, socjalizm". Tworzył organizacje korporacyjne i społeczne na wzór radziecki (np. Związek Rolników, związki studentów, młodzieży, kobiet, robotników). Kontroli państwowej zostało poddane całe szkolnictwo, w tym instytucje edukacyjne prowadzone przez prywatne stowarzyszenia religijne. Rząd działał na rzecz poprawy sytuacji mniejszości religijnych i niwelowania nierówności społecznych, stopniowo uzyskując poparcie zwłaszcza na ubogiej wsi. Rozpoczęto budowę planowanej od 1945 zapory na Eufracie, rozpoczęta została industrializacja kraju i rozbudowa sieci drogowej. Realizacja tych projektów odbywała się przy wsparciu ZSRR. Rząd nie ukrywał, iż docelowo ma zamiar całkowicie zlikwidować prywatną własność środków produkcji i podporządkować centralnemu planowaniu całą działalność gospodarczą.
Dżadid znał koncepcje marksizmu, lecz traktował je nieufnie; nie miał zamiaru bezkrytycznie kopiować w Syrii wszystkich radzieckich rozwiązań. Pozwolił przy tym na powrót z emigracji twórcy Komunistycznej Partii Syrii Chalida Bakdasza i pierwszy raz w historii Syrii doprowadził do wejścia do rządu przedstawiciela komunistów (Samih Attijja został ministrem komunikacji).
W polityce zagranicznej Syria wzmocniła swoje zaangażowanie w walkę Palestyńczyków o niepodległe państwo, szkoląc na swoim terytorium palestyńskich fedainów. Zacieśnienie relacje ze Związkiem Radzieckim doprowadziło do uzyskania z Bloku Wschodniego dostaw uzbrojenia i inwestycji. Dżadid zamierzał kontynuować walkę przeciwko Izraelowi poprzez wzniecenie palestyńskiego powstania ludowego. Trudne były natomiast relacje Syrii z Irakiem po zamachu stanu w 1968, po którym władzę w tym kraju ponownie przejął lokalny oddział partii Baas. Według Dżadida jego przywódcy przyczynili się do upadku poprzednich rządów partii w Iraku pięć lat wcześniej i nie zasługiwali na zaufanie. Wrogość między obydwoma państwami rządzonymi przez oddziały tej samej organizacji jeszcze się pogłębiła, gdy Irak stał się celem emigracji syryjskich basistów odsuniętych od władzy w 1966.

#### Spisek Hatuma
We wrześniu 1966 próbę obalenia rządu podjął Salim Hatum, oficer związany z partią Baas, uczestnik zamachu stanu z marca 1963, rozczarowany faktem, iż nie uzyskał po nim żadnych znaczących stanowisk. Uzyskał poparcie oficerów pochodzenia druzyjskiego, zaniepokojonych wzrostem znaczenia alawitów. Plany przewrotu zostały częściowo wykryte w sierpniu 1966, jednak sam Hatum nie został z nimi powiązany.
Aby uspokoić nastroje wśród Druzów, Salah Dżadid oraz prezydent al-Atassi i Dżamil Szajja, jedyny Druz w regionalnym kierownictwie partii Baas, 8 września osobiście udali się do największego druzyjskiego miasta - Suwajdy. Na miejscu, w czasie spotkania z delegacją władz lokalnych, został uwięziony przez spiskowców Hatuma. Życie uratowała mu interwencja al-Asada, który skierował przeciwko Hatumowi siły powietrzne. Autorzy nieudane go przewrotu zbiegli do Jordanii. Aby ostatecznie zakończyć spiski wojskowe, al-Asad i Dżadid usunęli następnie z wojska ok. 400 oficerów.

#### Wojna sześciodniowa i konflikt z al-Asadem

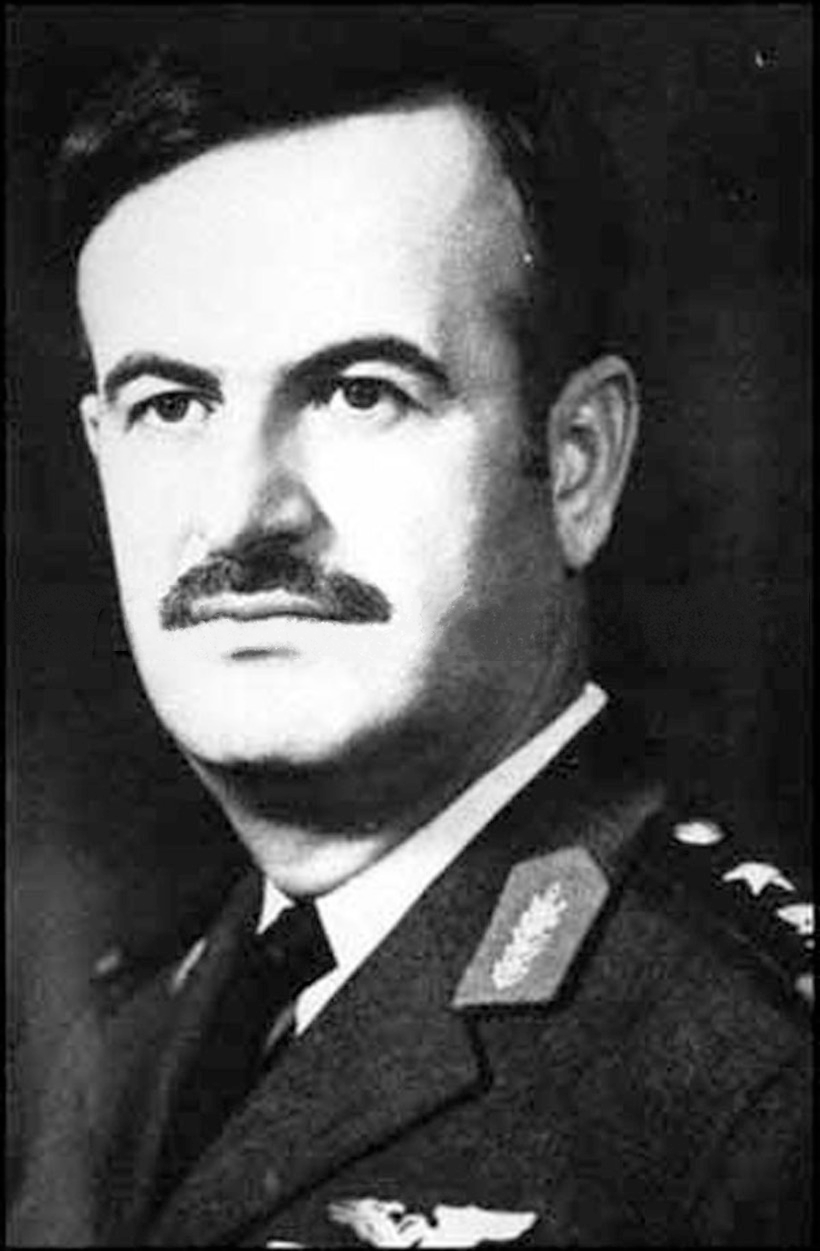
Hafiz al-Asad

Pozycję Dżadida i jego otoczenia (partyjnej frakcji "postępowców") poważnie osłabiła klęska w wojnie sześciodniowej, w której Syria wzięła udział w ramach antyizraelskiej koalicji państw arabskich (razem z Egiptem, Irakiem i Jordanią) i w której straciła wzgórza Golan. Armia syryjska była źle przygotowana do udziału w konflikcie zbrojnym - była źle wyszkolona, z niedostatecznie liczebnym po wydarzeniach z 1966 korpusem oficerskim oraz źle wyposażona w tani i przestarzały sprzęt zakupiony od Związku Radzieckiego. Spadek popularności nie dotknął natomiast ministra obrony Hafiza al-Asada, chociaż jego odpowiedzialność za klęskę była znacznie większa, niż Dżadida, który nie zajmował się po 1966 r. na co dzień sprawami wojskowymi.
Po wojnie sześciodniowej między Dżadidem i al-Asadem wybuchł osobisty konflikt. U jego podstaw leżały ambicje obydwu działaczy, ale i narastające różnice ideowe. Al-Asad przestał utożsamiać się z polityką prowadzoną przez Dżadida. Nie uznawał własnej współodpowiedzialności za klęskę, lecz twierdził, że była ona skutkiem przyjętego przez Dżadida kursu politycznego. Odrzucił jego radykalnie lewicowe poglądy i zaczął opowiadać się za bliską współpracą także z tymi państwami arabskimi, w których nie funkcjonowały lewicowe rządy. Nie chciał także nadal wspierać partyzantki palestyńskiej, twierdząc, że postawa taka może doprowadzić jedynie do kryzysu w stosunkach z silniejszym Izraelem. Podczas gdy Dżadid i jego współpracownicy zamierzali kontynuować wdrażanie reform społecznych i socjalistycznego programu gospodarczego, al-Asad pragnął skupić się na rozwoju armii, by w razie nowej wojny z Izraelem mogła stawić mu czoła.
Wzmocnieniu pozycji al-Asada i jego frakcji "narodowców" sprzyjał fakt, że Dżadid nie miał całkowitego poparcia nawet ze strony ZSRR. W lutym 1967, w czasie wizyty w Moskwie, syryjski przywódca nie zdołał przekonać władzy KPZR, że Syria jest państwem socjalistycznym, chociaż nie sprawuje w niej władzy miejscowa partia komunistyczna. Władze radzieckie nie ufały Dżadidowi i sceptycznie oceniały ogólny kurs jego działań.
Stopniowo w Syrii wokół Dżadida i al-Asada wykształciły się dwa stronnictwa, a al-Asad przystąpił do eliminowania z armii zwolenników swojego rywala. Dżadid zachował natomiast kontrolę nad aparatem partyjnym. W końcu 1968 to pozycja al-Asada i sił zbrojnych była już jednak silniejsza.

### Upadek
Przez cały 1969 al-Asad stopniowo ograniczał wpływ Dżadida na państwo, wymuszając rekonstrukcję gabinetu rządowego i dopuszczenie do niego bardziej umiarkowanych polityków, złagodzenie krytyki krajów arabskich nieprowadzących socjalistycznej polityki gospodarczej i retoryki walki klasowej, jaką posługiwano się, komentując bieżące wydarzenia w kraju. W marcu 1969 konflikt między obydwoma działaczami stał się przedmiotem zainteresowania w całym świecie arabskim, a Egipt, Algieria i Irak proponowały przeprowadzenie mediacji między nimi.
Ostateczny kryzys w relacjach między Dżadidem i al-Asadem nastąpił we wrześniu 1970. W czasie konfliktu wewnętrznego w Jordanii w 1970 (Czarny Wrzesień) Dżadid ogłosił poparcie Syrii dla Organizacji Wyzwolenia Palestyny oraz pozostałych zbrojnych formacji palestyńskich i skierował im na pomoc brygadę pancerną. Początkowo al-Asad uznał tę decyzję za słuszną. Następnie uznał jednak, że Syria jest zbyt słaba, by prowokować Izrael, a otwarte popieranie Palestyńczyków osłabi jej pozycję międzynarodową, zwłaszcza w oczach wielkich mocarstw. Wobec tego nie skierował podległych sobie sił powietrznych dla wsparcia interwencji syryjskiej, co doprowadziło do jej klęski.
Widząc w tym ostatnią możliwość odzyskania władzy w kraju, nadal utrzymujący kontrolę nad aparatem partyjnym Dżadid zwołał na 30 października 1970 X Nadzwyczajny Narodowy Kongres partii Baas. Podczas obrad kongresu Dżadid oskarżył al-Asada o faszyzm i doprowadzenie do wewnętrznego rozłamu (oryg. ar. izdiwadżijja w Syrii. Z jego inspiracji kongres potępił działalność al-Asada i pozbawił go stanowiska ministerialnego, a jego protegowanego Mustafę Talasa usunął ze stanowiska szefa sztabu. Decyzje te nigdy nie zostały wdrożone w życie. Natychmiast po zakończeniu obrad al-Asad przeprowadził ze swoimi zwolennikami w armii zamach stanu. W nocy z 12 na 13 listopada Dżadid, jak również prezydent al-Atasi i były premier Zu’ajjin zostali aresztowani.
Al-Asad umożliwił niektórym zwolennikom obalonego rywala objęcie stanowisk w ambasadach syryjskich za granicą. Istnieje wersja, według której taką propozycję otrzymał również sam Dżadid, nie przyjął jednak tej propozycji i oznajmił, że jeśli kiedykolwiek wróci do władzy, nakaże egzekucję al-Asada. Został osadzony w więzieniu Mazza w Damaszku i przebywał w nim do końca życia. Jego zwolnienia bezskutecznie domagali się obrońcy praw człowieka, w tym Amnesty International, która prowadziła w jego sprawie kampanię. Należał do najdłużej przetrzymywanych więźniów politycznych na świecie. Al-Asad odwołał również część jego reform, zwłaszcza dotyczących gospodarki, w procesie określanym w oficjalnej historiografii syryjskiej jako Ruch Korygujący.

## Rodzina
Miał dwóch braci: Hassana i Fuada. Obaj razem z nim wstąpili do Syryjskiej Partii Socjal-Nacjonalistycznej i w odróżnieniu od niego nigdy z niej nie wystąpili. Hassan został jednym z przywódców organizacji i zginął w nieustalonych okolicznościach w Bejrucie w 1957, prawdopodobnie zastrzelony na polecenie Abd al-Hamida as-Sarradża. Również Fuad był represjonowany za działalność w partii i przebywał w więzieniu do 1963. Salah Dżadid przez wiele lat wspierał finansowo zubożałe rodziny braci.